# Saint-Victor-des-Oules
Saint-Victor-des-Oules è un comune francese di 280 abitanti situato nel dipartimento del Gard, nella regione dell'Occitania.

## Società

### Evoluzione demografica
Abitanti censiti